# Hanny Brentano

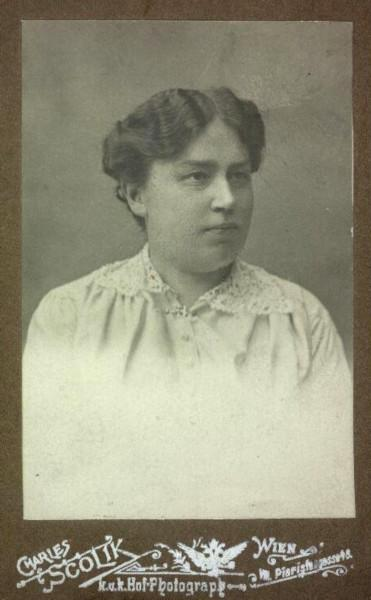
Hanny Brentano (ca. 1910)

Johanna „Hanny“ Brentano, Pseudonym Hans Brenner, Klostername als Benediktinerin Maria Rafaela (* 9. Februar 1872 als Johanna Legai in Moskau; † 23. Juni 1940 in Salzburg) war eine deutschsprachige Publizistin und Schriftstellerin sowie Gründerin von katholischen Frauenzeitschriften.

## Leben und Wirken
Johanna Legai erhielt als Tochter eines deutsch-baltischen Gutsverwalters eine humanistische Ausbildung. Sie war bereits während ihrer Zeit in Libau vereinzelt journalistisch tätig, z. B. schickte sie Artikel an die Libausche Zeitung. Während ihrer Ehe mit Matthäus Max Brentano fertigte sie lediglich ein paar Übersetzungen aus dem Russischen für die Zeitschrift Die Kultur, da ihr Mann gegenüber publizistischen/öffentlichen Betätigungen einer Frau grundsätzlich skeptisch eingestellt war.  Ihre eigentliche literarische Laufbahn begann daher erst als sie verwitwete. Sie schrieb vornehmlich Biographien berühmter Herrscher, verfasste ein Lehrbuch der lettischen Sprache und übersetzte Lew Tolstoi (Ausgewählte Werke, 8 Bde., 1911/12).
1908 konvertierte Brentano zum Katholizismus und kam 1910 oder 1911 im Zuge des Ersten Allgemeinen Österreichischen Katholischen Frauentages (29. März bis 2. April 1910) in Wien in Kontakt mit der katholischen Frauenbewegung. Sie übernahm die Redaktion des Tagungsberichtes und das Generalsekretariat der Katholischen Reichsfrauenorganisation Wien und Niederösterreich und redigierte von 1911 bis 1918 die von der KRFOÖ herausgegebene Österreichische Frauenwelt. Monatschrift für die gebildete Frau (ab Februar 1918 übernahm dieses Amt Maria Assunta Nagl).
1911 gründete Brentano die Frauenzeitschrift Wacht auf, die jedoch nicht lange bestand. 1912 bis 1919 oblag ihr die Leitung des Generalsekretariates der KRFOÖ. Sie zeichnete für Organisation und Herausgabe des Berichtes des 2. Österreichischen Katholischen Frauentages in Wien im April 1914 verantwortlich und arbeitete bei verschiedenen Frauenzeitschriften und Frauenrubriken in der katholischen Presse sowie auch an Veröffentlichungen in deutschen Zeitschriften mit.
Am 20. Jänner 1919 trat Brentano auf  der  Suche nach einem „neuen Lebensinhalt“ und einer inneren Stimme folgend in das Benediktinen-Frauenstift Nonnberg in Salzburg ein. Ihre Autobiographie Wie Gott mich rief (1925) gibt Auskunft über diesen Schritt und über ihre Tätigkeiten in der KRFOÖ. 
Als Ordensfrau zog sich Brentano nahezu vollständig von ihrer vorher regen öffentlichen Tätigkeit zurück und widmete sich vorrangig organisatorischen Aufgaben. Sie war jedoch noch vereinzelt publizistisch aktiv und verfasste unter anderem Artikel für amerikanische Blätter oder Buchbesprechungen.

## Veröffentlichungen
- Amalie Fürstin von Gallitzin. Freiburg im Breisgau 1910 (Signatur der ÖNB: 470242-B.1)
- Heinrich Hansjakob. Verlag der Leo-Gesellschaft, Wien 1907 (Signatur der ÖNB: 236587-B)
- Peter der Große und seine Zeit. Graz 1907 (Signatur der ÖNB: 445384-B-Per.4)
- Kaiser Franz Josef I. 1848-1908. Sein Leben – seine Zeit. Ein Gedenkbuch seiner 60-jährigen Regierung. Gerlach & Wiedling, Wien 1908 (Signatur der ÖNB: 755795-B)
- Aus dem Baltenlande. Erzählungen und Skizzen. Nach lettischen Motiven von Hanny Brentano. Mit Bilderschmuck von Prof. A. Brentano. J. Habbel, Regensburg 1910 (Signatur der ÖNB: 756103-B)
- Leo Tolstoi: Volkserzählungen, Märchen und Skizzen. J. Habbel, Regensburg o. J. [1911[2]] (Volltext im Projekt Gutenberg-DE)
- Leo Tolstoj: Der Morgen eines Gutsherrn • Die Dekabristen• Kriegsbilder. Deutsch von Hanny Brentano. Mit Bildschmuck von Professor A. Brentano. J. Habbel, Regensburg o. J. [1912] (Volltext im Projekt Gutenberg-DE)
- Leo Tolstoj: Sewastopol. Deutsch von Hanny Brentano. Mit Bildschmuck von Professor A. Brentano. J. Habbel, Regensburg o. J. (Volltext im Projekt Gutenberg-DE)
- Die Frau in der sozialen Bewegung. Vortrag, gehalten bei der „Sozialen Woche“ in Wien. Wien 1912 (Signatur der ÖNB: 483717-B.6)
- Frauenkriegsdienst. In: Die Kultur (Cultur). Zeitschrift für Wissenschaft, Literatur und Kunst, hrsg. von der Österreichischen Leo-Gesellschaft, XVI. Jg., Wien 1915 (Signatur der ÖNB: 410256-B.16.(1915)-Per)
- Kurland. In: Sekretariat Sozialer Studentenarbeit (Hrsg.): An den Grenzen Rußlands. Elf Abhandlungen aus der Sammlung „Der Weltkrieg“. Volksvereins-Verlag, Gladbach 1916, S. 59–80 (Digitalisat im Internet Archive)
- Aus unserem Herrscherhause. Anekdoten und Aussprüche. Wien u. Prag 1918 (Signatur der ÖNB: 530535-B.13)
- Einzelne Artikel in Österreichische Frauenwelt

Unter dem Ordensnamen Maria Rafaela Brentano
- Wie Gott mich rief. Mein Weg vom Protestantismus in die Schule St. Benedikts. Herder, Freiburg im Breisgau 1925

Unter dem Pseudonym Hans Brenner
- Wien im Roman. A. Opitz, Wien 1909 (Signatur der ÖNB: 465627-B)
- Umschau. A. Opitz, Wien, 1909 (Signatur der ÖNB: 466272-B)